# Luis Salom
Luis Jaime Salom Horrach (Palma di Maiorca, 7 agosto 1991 – Barcellona, 3 giugno 2016) è stato un pilota motociclistico spagnolo.

## Carriera
Anche suo cugino David Salom ha gareggiato come pilota motociclistico professionista.

### Gli inizi
Inizia la carriera da professionista nel 2007 correndo il campionato spagnolo nella classe 125, chiudendo settimo con 49 punti nella classifica piloti, ottenendo anche un podio. Nello stesso anno corre anche la Red Bull Rookies Cup posizionandosi quarto con 80 punti in campionato.
Nel 2008 continua nel doppio impegno, giungendo al secondo posto con 96 punti nel campionato nazionale spagnolo di velocità in classe 125 realizzando 2 vittorie in gara; pure nella Red Bull Rookies Cup è secondo con 145 punti, vincendo quattro gare e totalizzando anche cinque podi totali, quattro pole position ed un giro veloce.

### 125 e Moto3
Per quanto riguarda il motomondiale esordisce nel 2009, correndo i Gran Premi di Spagna e Catalogna come wild card a bordo di una Honda RS125R del team SAG-Castrol. Dal Gran Premio d'Olanda diventa pilota titolare nel team Jack & Jones passando ad una Aprilia RS 125 R in sostituzione di Simone Corsi. Termina la stagione al 22º posto con 21 punti e ottiene come miglior risultato un sesto posto in Gran Bretagna.
Nel 2010 inizia la stagione nel team Lambretta Reparto Corse, con compagno di squadra Marco Ravaioli e conquista al Gran Premio di Spagna il primo punto stagionale per il team, ma viene sostituito da Michael van der Mark dopo questo GP per problemi finanziari. Nonostante tutto riesce ad essere presente nel mondiale a partire dal successivo Gran Premio di Francia grazie ad un accordo con il team Stipa Molenaar Racing, che lo ingaggia al posto di Quentin Jacquet; in questo team il compagno di squadra è lo svizzero Randy Krummenacher. Ottiene come miglior risultato un quinto posto in Portogallo e termina la stagione al 12º posto con 72 punti.

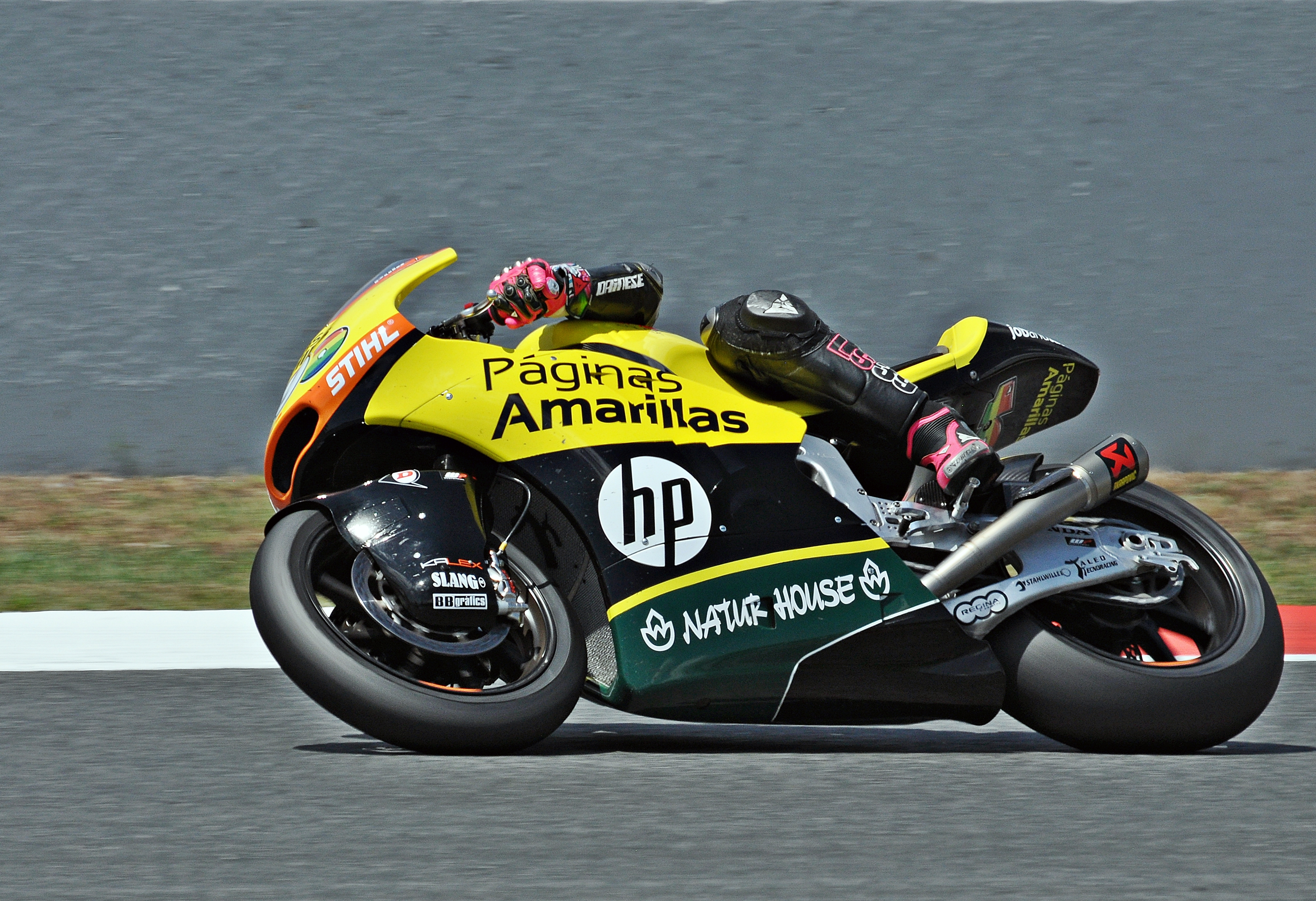
Salom impegnato nel Gran Premio di Catalogna 2015, concluso in quinta posizione.

Nel 2011 passa al team RW Racing GP, ottenendo due secondi posti (Olanda e Australia) e terminando la stagione all'8º posto con 116 punti. In questa stagione è costretto a saltare i Gran Premi di Repubblica Ceca e Indianapolis a causa di un infortunio rimediato nel warm up del GP della Repubblica Ceca. Nel 2012 rimane nello stesso team, nella nuova classe Moto3, alla guida di una Kalex KTM; il compagno di squadra è Brad Binder. Ottiene le sue prime vittorie (Indianapolis e Aragona), quattro secondi posti (Spagna, Gran Bretagna, Repubblica Ceca e San Marino) e due terzi posti (Portogallo e Germania) e conclude la stagione al 2º posto con 214 punti.
Nel 2013 passa al team Red Bull KTM Ajo, con compagni di squadra Zulfahmi Khairuddin e Arthur Sissis; ottiene sette vittorie (Qatar, Italia, Catalogna, Paesi Bassi, Repubblica Ceca, Gran Bretagna e Malesia), due secondi posti (Spagna e Germania), tre terzi posti (Stati Uniti, Francia e Australia) e quattro pole position (Qatar, Catalogna, Malesia e Australia) e termina la stagione al 3º posto con 302 punti.

### Moto2
Nel 2014 passa in Moto2, alla guida della Kalex del team Pons HP 40; il compagno di squadra è Maverick Viñales. Ottiene un secondo posto in Italia e un terzo posto in Argentina e termina la stagione all'8º posto con 85 punti. Nel 2015 rimane nello stesso team, con compagno di squadra Álex Rins. Chiude la stagione al tredicesimo posto in classifica con 80 punti.
Nel 2016 passa al SAG Team alla guida di una Kalex Moto2, con cui ottiene un secondo posto nel GP di esordio in Qatar. Il 3 giugno 2016, a seguito di una caduta nelle prove libere del Gran Premio di Catalogna, viene colpito dalla sua stessa moto rimbalzata contro le protezioni. A causa della gravità delle sue condizioni viene trasferito d'urgenza al vicino ospedale di Barcellona, dove muore pochi minuti dopo per le ferite riportate.

## Risultati nel motomondiale
| 2009 | Classe | Moto            |  |  |    |  |  |     |    |    |    |   |     |    |    |    |    |    |    |  | Punti | Pos. |
| ---- | ------ | --------------- |  |  | -- |  |  | --- | -- | -- | -- | - | --- | -- | -- | -- | -- | -- | -- |  | ----- | ---- |
| 2009 | 125    | Honda e Aprilia |  |  | 23 |  |  | Rit | 16 | NE | 13 | 6 | Rit | 13 | 21 | 15 | 19 | 15 | 13 |  | 21    | 22º  |

| 2010 | Classe | Moto                |     |    |    |    |     |   |     |     |    |    |    |     |    |   |   |   |   |    | Punti | Pos. |
| ---- | ------ | ------------------- | --- | -- | -- | -- | --- | - | --- | --- | -- | -- | -- | --- | -- | - | - | - | - | -- | ----- | ---- |
| 2010 | 125    | Lambretta e Aprilia | Rit | 15 | 10 | NP | Rit | 8 | Rit | Rit | NE | 10 | 12 | Rit | 10 | 8 | 8 | 8 | 5 | 10 | 72    | 12º  |

| 2011 | Classe | Moto    |   |     |   |    |     |   |   |   |   |    |    |     |     |   |    |   |     |   | Punti | Pos. |
| ---- | ------ | ------- | - | --- | - | -- | --- | - | - | - | - | -- | -- | --- | --- | - | -- | - | --- | - | ----- | ---- |
| 2011 | 125    | Aprilia | 8 | Rit | 8 | 10 | Rit | 4 | 2 | 6 | 5 | NE | NP | Inf | Rit | 5 | 23 | 2 | Rit | 7 | 116   | 8º   |

| 2012 | Classe | Moto      |   |   |   |     |    |   |   |   |     |    |   |   |   |   |     |   |    |    | Punti | Pos. |
| ---- | ------ | --------- | - | - | - | --- | -- | - | - | - | --- | -- | - | - | - | - | --- | - | -- | -- | ----- | ---- |
| 2012 | Moto3  | Kalex KTM | 4 | 2 | 3 | Rit | 10 | 2 | 4 | 3 | Rit | NE | 1 | 2 | 2 | 1 | Rit | 4 | 15 | 10 | 214   | 2º   |

| 2013 | Classe | Moto |   |   |   |   |   |   |   |   |    |   |   |   |   |   |   |   |     |    | Punti | Pos. |
| ---- | ------ | ---- | - | - | - | - | - | - | - | - | -- | - | - | - | - | - | - | - | --- | -- | ----- | ---- |
| 2013 | Moto3  | KTM  | 1 | 3 | 2 | 3 | 1 | 1 | 1 | 2 | NE | 5 | 1 | 1 | 4 | 4 | 1 | 3 | Rit | 14 | 302   | 3º   |

| 2014 | Classe | Moto  |    |     |   |   |   |   |     |    |    |    |     |    |    |    |    |    |    |   | Punti | Pos. |
| ---- | ------ | ----- | -- | --- | - | - | - | - | --- | -- | -- | -- | --- | -- | -- | -- | -- | -- | -- | - | ----- | ---- |
| 2014 | Moto2  | Kalex | 14 | Rit | 3 | 6 | 5 | 2 | Rit | 15 | 14 | 26 | Rit | 19 | 15 | 13 | 15 | 17 | 11 | 4 | 85    | 8º   |

| 2015 | Classe | Moto  |     |    |    |   |     |   |   |    |    |    |   |    |   |     |     |   |   |   | Punti | Pos. |
| ---- | ------ | ----- | --- | -- | -- | - | --- | - | - | -- | -- | -- | - | -- | - | --- | --- | - | - | - | ----- | ---- |
| 2015 | Moto2  | Kalex | Rit | 27 | 11 | 7 | Rit | 5 | 5 | NP | 17 | 16 | 9 | 17 | 9 | Rit | Rit | 6 | 6 | 6 | 80    | 13º  |

| 2016 | Classe | Moto  |   |    |    |   |    |     |    |  |  |  |  |  |  |  |  |  |  |  | Punti | Pos. |
| ---- | ------ | ----- | - | -- | -- | - | -- | --- | -- |  |  |  |  |  |  |  |  |  |  |  | ----- | ---- |
| 2016 | Moto2  | Kalex | 2 | 15 | 13 | 9 | 10 | Rit | NP |  |  |  |  |  |  |  |  |  |  |  | 37    | 19º  |

| Legenda | 1º posto        | 2º posto            | 3º posto            | A punti      | Senza punti        | Grassetto – Pole position Corsivo – Giro più veloce |
| Legenda | Gara non valida | Non qual./Non part. | Ritirato/Non class. | Squalificato | '-' Dato non disp. | Grassetto – Pole position Corsivo – Giro più veloce |